# Cable & Wireless
La Cable & Wireless plc è stata una compagnia di telecomunicazioni britannica. A metà degli anni ottanta fu la prima impresa in Gran Bretagna a offrire un servizio telefonico in concorrenza con la British Telecom attraverso la controllata Mercury Communications. Successivamente, la società organizzò un servizio di televisione via cavo, che nel 2000 venne venduto alla NTL. Rimase un importante attore nel mercato britannico delle telecomunicazioni ed in alcune ex-colonie britanniche nei Caraibi, in cui era stata monopolista. Fu anche il maggior fornitore di telecomunicazioni nell'Atrlantico meridionale britannico, in particolare a Sant'Elena e nelle Falkland. Il titolo era quotato alla Borsa di Londra ed era compreso nell'indice FTSE 100.
Nel 2010 la società si è scissa in due: il settore internazionale è stato scorporato per formare la Cable & Wireless Communications, che nel 2015 è stata acquisita dalla Liberty Global e dopo lo scorporo del 2018 dalla Liberty Latin America, mentre i rimanenti settori si sono trasformati nella Cable & Wireless Worldwide, che è stata comprata dalla Vodafone nel 2012.

## Storia

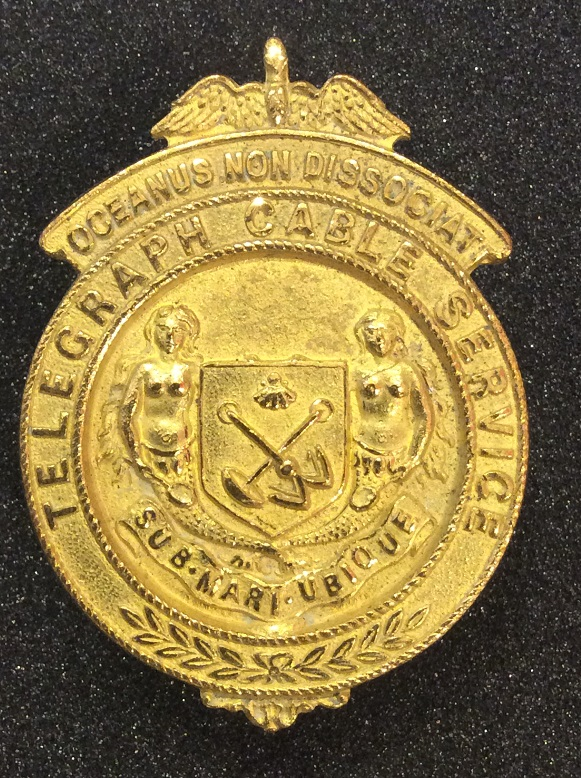
Borchia della Eastern Telegraph Company in mostra al Porthcurno Telegraph Museum.

### I cavi transatlantici britannici e laEastern Telegraph Company(1852–1901)
Le origini della Cable and Wireless risalgono al 1852 quando John Pender, un commerciante di cotone di Manchester, si unì ad altri imprenditori e divenne il direttore della English and Irish Magnetic Telegraph Company. Questa società gestiva il collegamento telegrafico fra Londra e Dublino, tuttavia Pender cominciò a fondare varie altre compagnie telegrafiche per gestire collegamenti simili fra due città, sia nazionali che internazionali. Nel tempo Pender riunì queste imprese in un'unica società che costituì la base per la futura Cable and Wireless.
Poiché all'inizio i collegamenti telegrafici erano linee fra due singole città, all'origine della Cable and Wireless ci sono più di cinquanta compagnie telegrafiche, radiofoniche e di telecomunicazioni, molte delle quali fondate da Pender.
Pender partecipò al finanziamento del Great Eastern che posò il primo cavo telegrafico sottomarino attraverso l'Atlantico nel 1866, dando inizio a una nuova era nelle comunicazioni internazionali.
Nel 1869 Pender fondò la Falmouth, Gibraltar and Malta Cable Company e la British Indian Submarine Telegraph Company, che collegarono il cavo Anglo-Mediterraneo (che univa Malta ad Alessandria d'Egitto con un cavo fabbricato da una delle aziende di Pender) la prima alla Gran Bretagna e la seconda all'India. La linea telegrafica da Londra a Bombay venne completata nel 1870. Il cavo da Londra a Bombay fu il primo ad approdare a Porthcurno, in Cornovaglia, una località che divenne lo snodo internazionale della compagnia ed oggi ne ospita l'archivio ed un museo telegrafico.
Nel 1872 le tre compagnie si fusero con la Marseilles, Algiers and Malta Telegraph Company per costituire la Eastern Telegraph Company, che aveva Pender come presidente.
La Eastern Telegraph Company aumentò la lunghezza del cavo dalle 8.860 miglia del momento della sua fondazione alle 22.400 miglia di quindici anni dopo. La società assorbì successivamente ulteriori compagnie telegrafiche che erano nate per collegare la Gran Bretagna alle Indie Occidentali ed al Sudamerica, fra cui la Eastern Extension Australasia and China Telegraph Company. Questo portò ad un cambio di nome dell'azienda che nel 1902 divenne The Eastern and Associated Telegraph Companies.

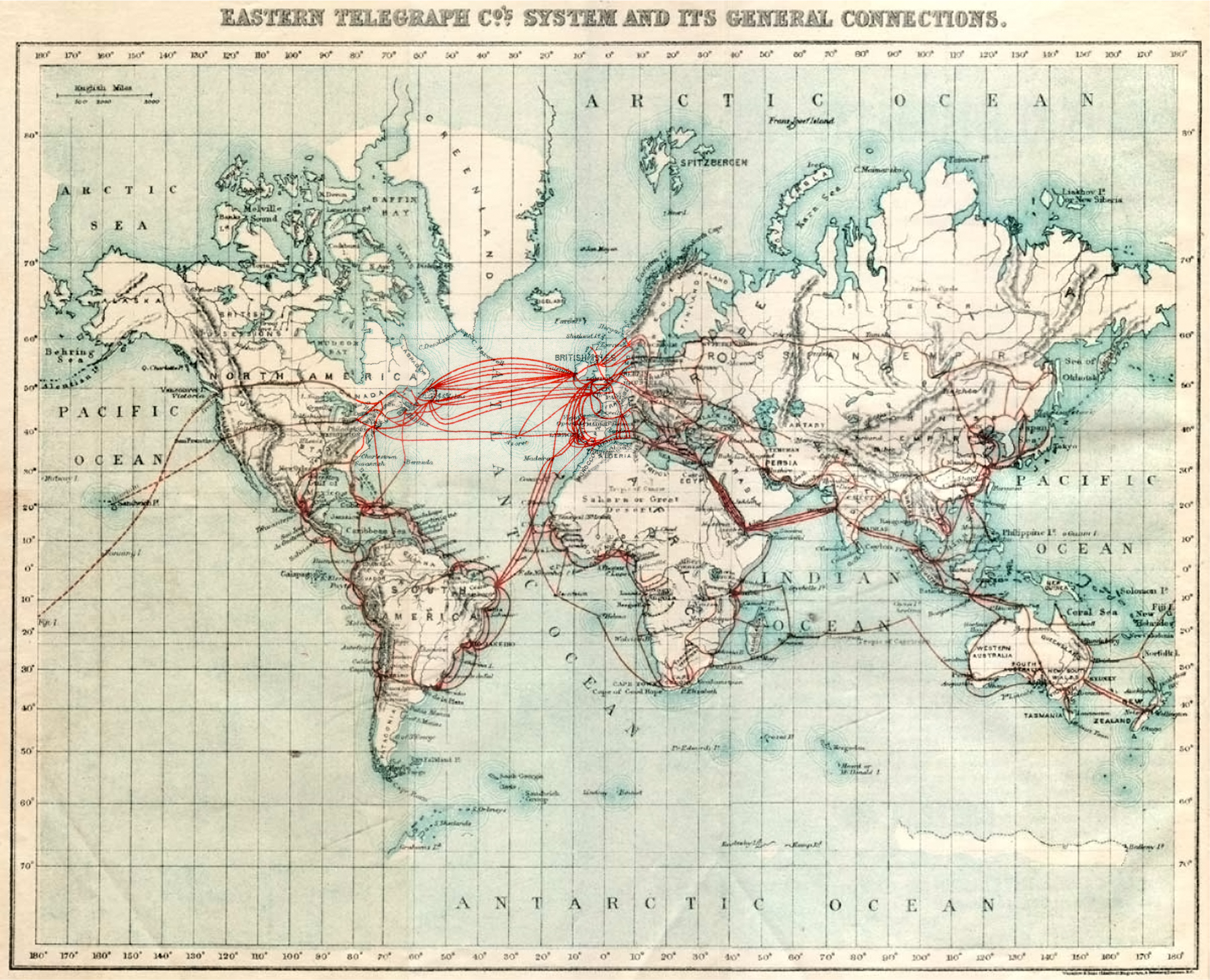
La rete dei cavi della Eastern Telegraph Company nel 1901

### La nascita della telegrafia senza fili ed il passaggio alla C&W Ltd (1901–1945)
A partire dal 1900 il quasi monopolio sulle comunicazioni internazionali di cui godevano le compagnie telegrafiche venne minacciato dallo sviluppo della tecnologia senza fili. La Marconi's Wireless Telegraph Company costituì gradualmente una flotta di navi che utilizzavano collegamenti a onde corte che potevano fare concorrenza ai cavi sottomarini.
Durante la prima guerra mondiale tutti i collegamenti sottomarini in uscita dalla Gran Bretagna vennero posti sotto il controllo del governo. La Eastern Telegraph approfittò grandemente del fatto che i commerci vennissero dirottati verso l'India e l'Asia orientale, lontano dalle rotte internazionali controllate dalla Germania, nonché del fatto che i telegrammi fossero preferiti alle lettere, che erano rallentate dalla mancanza di navi mercantili. Per la prima volta i cavi divennero obiettivi militari. La Eastern Telegraph, la Royal Navy ed il General Post Office collaborarono nel tagliare tutti i cavi che collegavano la Germania al Nordamerica. I tedeschi riuscirono anch'essi ad interrompere temporaneamente sia il cavo del Pacifico che quello attraverso l'Oceano Indiano, attaccando le stazioni sulle isole. Tuttavia il fatto più spettacolare della prima guerra dei cavi accadde nel 1917, quando, in seguito all'entrata in guerra degli Stati Uniti, il cavo tedesco che era stato tagliato tre anni prima venne spostato dalla sua posizione fra New York ed Emden, e spostato fra la Nuova Scozia e la Cornovaglia, e preso in possesso dal governo britannico come preda di guerra, per essere gestito dal General Post Office. Nel 1920 il governo decise di tenere questo cavo, nonostante le proteste degli Stati Uniti, e di acquistarne un secondo, ribattezzandoli Imperial Cable..
Nel 1924 Marconi sperimentò con successo la possibilità di telefonare in Australia utilizzando le onde corte e nello stesso anno stipulò un contratto con il General Post Office britannico per stabilire un circuito di collegamenti con il Canada, l'Australia, il Sudafrica e l'India, chiamato Post Office beam wireless service.
Nel 1928 venne convocata la Imperial Wireless & Cable Conference per decidere quale fosse il sistema migliore per gestire le due tecnologie telegrafiche e proteggere gli interessi britannici. Alla fine fu stabilito di riunire le tecnologie di comunicazione dell'Impero Britannico in un'unica azienda, inizialmente chiamata Imperial and International Communications Ltd e dal 1934 Cable and Wireless Limited.
La seconda guerra mondiale ripropose la guerra dei cavi. Nel 1939 i cavi tedeschi che attraversavano l'Atlantico settentrionale vennero tagliati di nuovo e nel 1940 i cavi italiani verso il Sudamerica e la Spagna vennero tagliati come rappresaglia contro l'azione italiana contro due dei cinque cavi inglesi che collegavano Gibilterra e Malta. La Electra House, come si chiamava la sede della società e centralina dei cavi, venne danneggiata in un bombardamento aereo tedesco nel 1941. Nonostante ciò il contributo dell'azienda allo sforzo militare alleato fu considerevole, in quanto, ad esempio, fornì le apparecchiature senza fili con cui venne condotta la campagna in Africa settentrionale del 1942, oppure inviò personale in vari teatri di guerra, a partire da quello italiano nel 1943.

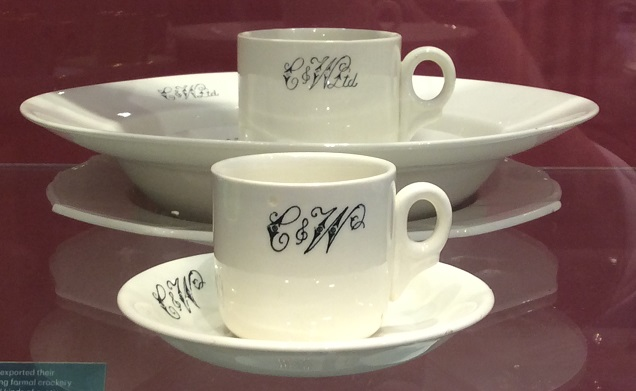
Stoviglie sociali della Cable & Wireless

### Nazionalizzazione e privatizzazione (1945–2006)
In seguito alla vittoria laburista nel 1945, il governo britannico annunciò la sua intenzione di nazionalizzare la Cable and Wireless, operazione che venne realizzata nel 1947. L'azienda continuò a possedere i suoi beni e ad operare i servizi di telecomunicazioni al di fuori del Regno Unito, mentre gli impianti sul territorio britannico vennero integrati con quelli del Post Office, che gestiva il monopolio delle telecomunicazioni interne britanniche.
Nel 1979 il governo conservatore guidato da Margaret Thatcher iniziò a privatizzare le imprese nazionalizzate. Quella della Cable & Wireless fu la prima privatizzazione, con la vendita del 49% nel 1981 ed il restante 51% venduto in due tranches nel 1983 e nel 1985.
La privatizzazione comprendeva anche la concessione di una licenza per operare una rete di telecomunicazioni britannica, la Mercury Communications, in concorrenza con la British Telecom. La Mercury divenne perciò una controllata della Cable & Wireless. I finanziatori originari della Mercury erano la Barclays e la British Petroleum; le loro quote vennero rilevate dalla Cable & Wireless nel 1984. La Mercury Communications ottenne la concessione nel 1982 e divenne pienamente operativa nel 1984.

### La scissione (2006–2010)
Nel 2009 il consiglio d'amministrazione della compagnia annunciò l'intenzione di dividere le società operative fra due holdings distinte: la Cable & Wireless International avrebbe gestito le compagnie di telecomunicazioni del gruppo presenti in vari paesi; mentre la Cable & Wireless Europe, Asia and US si sarebbe concentrata sul mercato aziendale, con una grossa presenza nel Regno Unito.
La società si scisse nel 2010 nella Cable & Wireless Communications (la ex-Cable & Wireless International) e nella Cable & Wireless Worldwide (la ex-Cable & Wireless Europe, Asia and US). La Cable & Wireless Worldwide fu successivamente acquisita dalla Vodafone nel 2012.